# Rupt-en-Woëvre
Rupt-en-Woëvre (zwischen 1793 und 1801 auch als Rupt oder Rupt-en-Woèvre geschrieben) ist eine französische Gemeinde mit 282 Einwohnern (Stand: 1. Januar 2022) im Département Meuse in der Region Grand Est (vor 2016 Lothringen). Sie gehört zum Arrondissement Verdun und zum Gemeindeverband Val de Meuse-Voie Sacrée.

## Geografie
Die Gemeinde Rupt-en-Woëvre liegt im Hügelland Hauts de Meuse in der Landschaft Woëvre, etwa 17 Kilometer südöstlich von Verdun. Durch das Gemeindegebiet fließt der Ruisseau de Rupt in einem Seitental der Maas. Mehr als zwei Drittel des 17,05 km² großen Gemeindegebietes sind bewaldet. Im Forêt Domaniale d’Amblonville im Norden der Gemeinde wird mit 392 m über dem Meer die höchste Erhebung erreicht. Kleinere Waldrandlagen im Norden der Gemeinde sind Teil des Regionalen Naturparks Lothringen. Zur Gemeinde gehören neben dem namengebenden Dorf der Weiler Ferme d’Amblonville. Umgeben wird Rupt-en-Woëvre von den Nachbargemeinden Sommedieue im Norden, Bonzée im Nordosten, Mouilly im Osten, Ranzières im Süden, Ambly-sur-Meuse im Südwesten sowie Génicourt-sur-Meuse im Westen.

## Bevölkerungsentwicklung
| Jahr      | 1962 | 1968 | 1975 | 1982 | 1990 | 1999 | 2006 | 2015 | 2022 |
| Einwohner | 385  | 352  | 335  | 341  | 299  | 305  | 303  | 303  | 282  |

Im Jahr 1821 wurde mit 803 Bewohnern die bisher höchste Einwohnerzahl ermittelt. Die Zahlen basieren auf den Daten von cassini.ehess und INSEE.

## Sehenswürdigkeiten

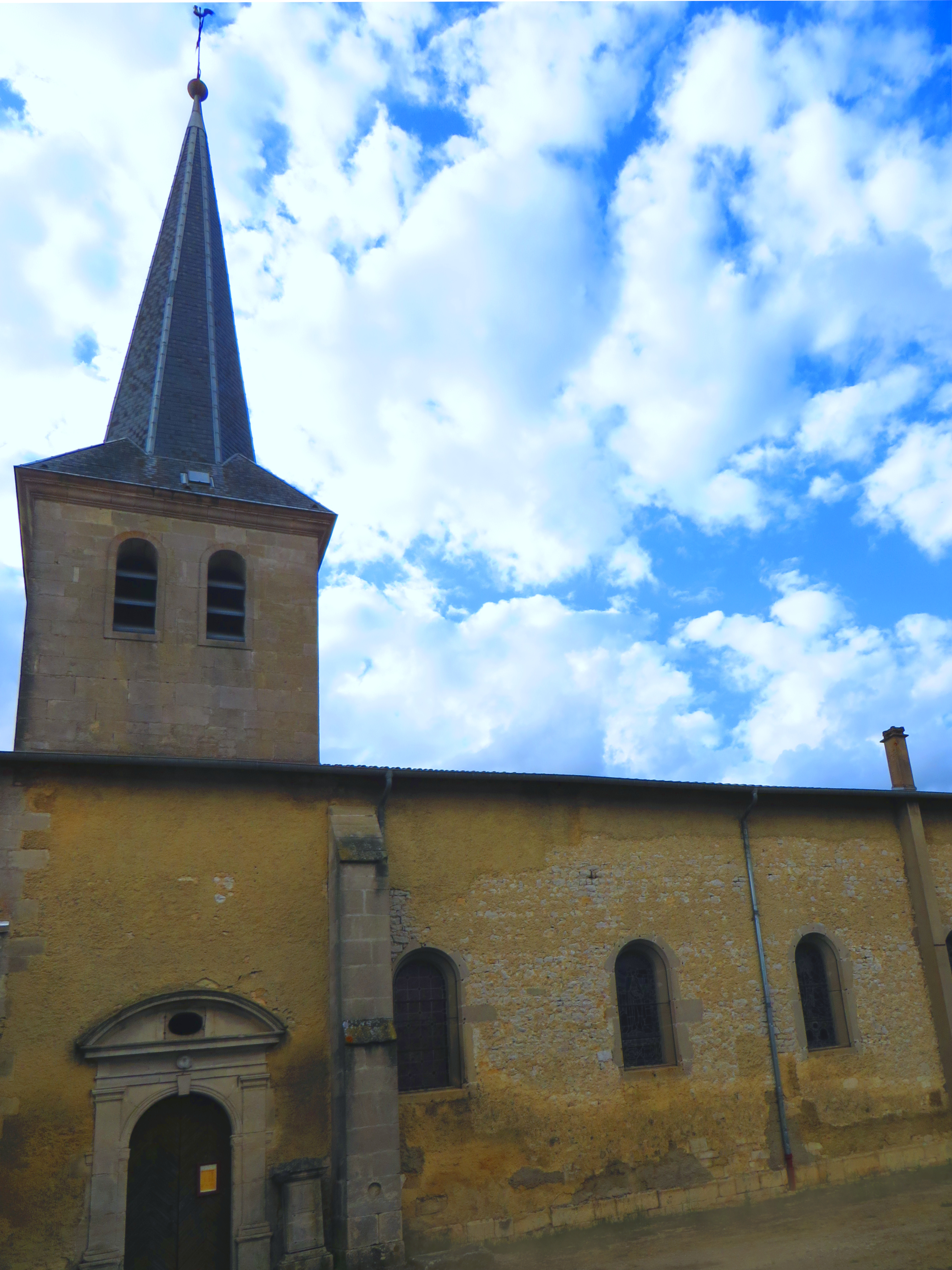
Kirche Mariä Himmelfahrt
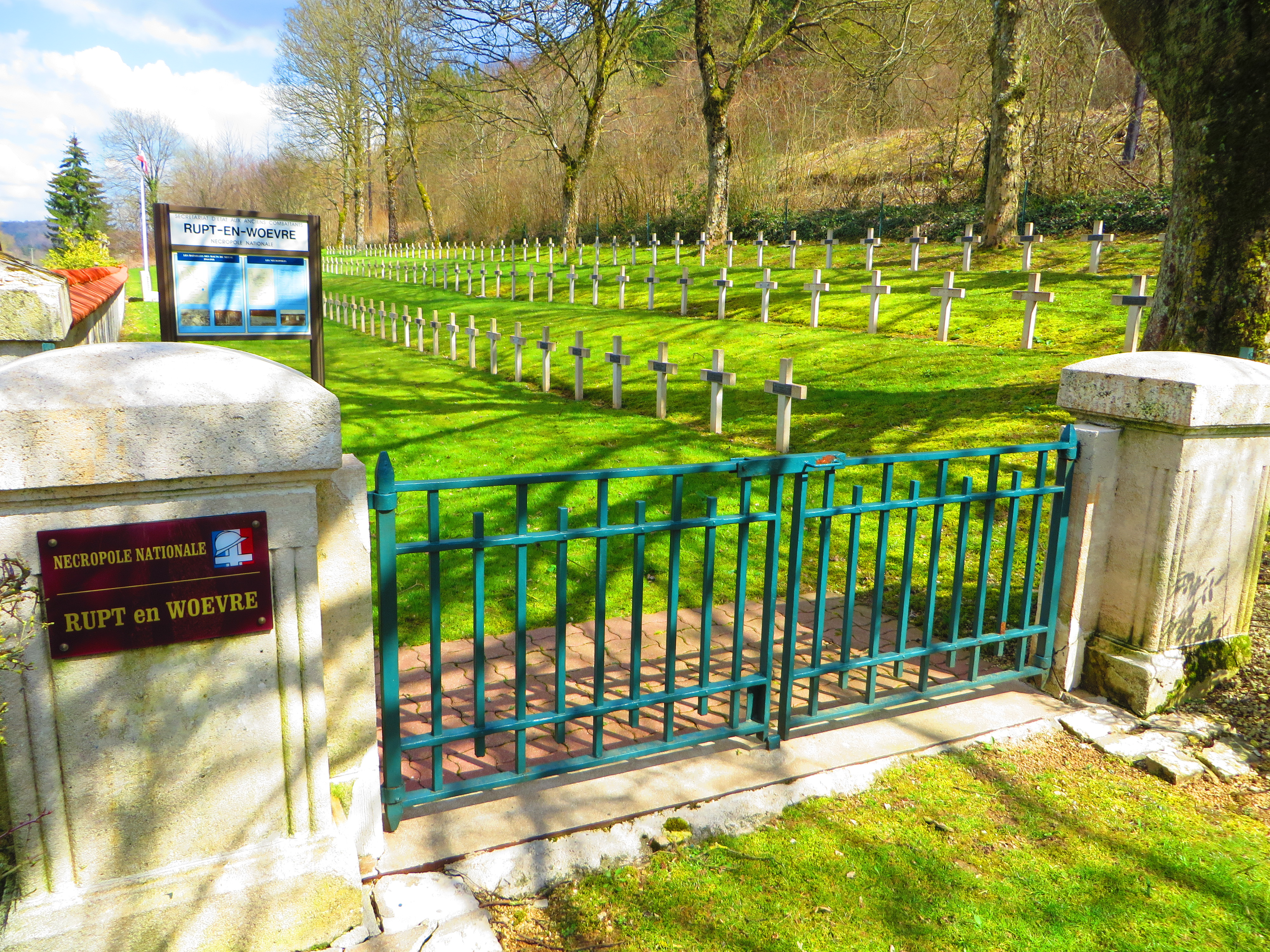
Soldatenfriedhof

- Wegkreuze
- Gefallenendenkmal
- französischer Soldatenfriedhof

- Kirche Mariä Himmelfahrt
- Soldatenfriedhof

## Wirtschaft und Infrastruktur
In der Gemeinde Rupt-en-Woëvre sind sieben Landwirtschaftsbetriebe ansässig (Getreideanbau, Milchviehhaltung).
Durch Rupt-en-Woëvre führt die Départementsstraße D21 von Génicourt-sur-Meuse nach Bonzée. Im 13 Kilometer entfernten Haudainville besteht ein Anschluss an die Autoroute A4 (Paris–Straßburg); der Bahnhof Meuse TGV befindet sich 22 Kilometer südwestlich von Rupt-en-Woëvre.

## Belege
1. ↑  Rupt-en-Woëvre auf cassini.ehess.fr
2. ↑  Rupt-en-Woëvre auf cassini.ehess
3. ↑  Rupt-en-Woëvre auf INSEE
4. ↑  Landwirtschaftsbetriebe auf annuaire-mairie.fr (französisch)